# Almondbank

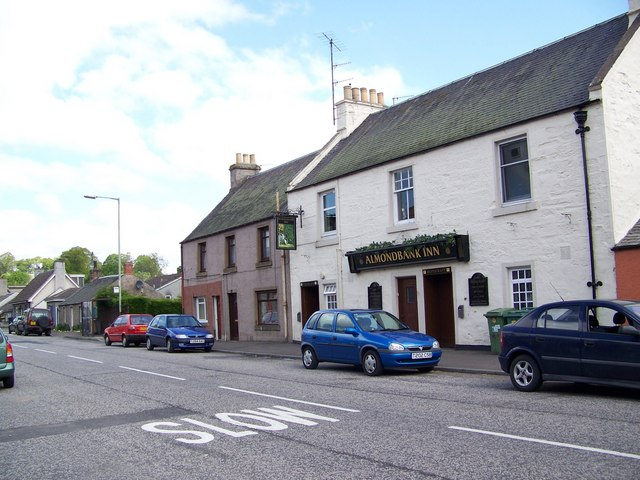
Hauptstraße von Almondbank

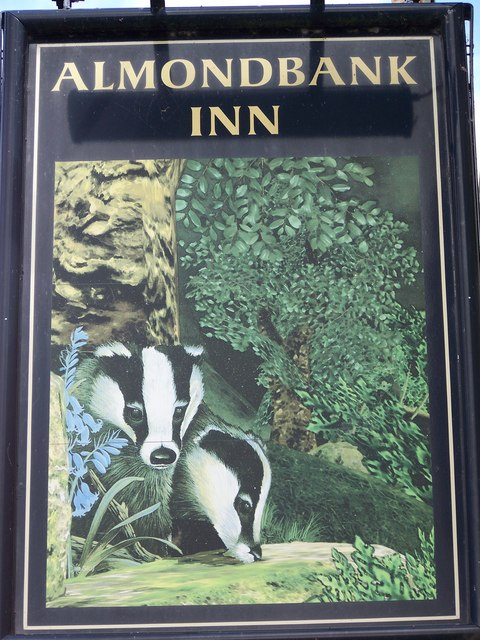
Schild des Inns von Almondbank

Almondbank ist eine Ortschaft, die im Norden von Schottland nordwestlich von Perth in der Region Perth and Kinross liegt. Im Rahmen der historischen Gliederung Schottlands in Civil Parishes zählt es zu Methven, das zu Perthshire gehörte.

## Geographie
Almondbank liegt in einer flachwelligen Landschaft am rechten Ufer des Flusses Almond, kurz vor dessen Mündung in den Tay. Nach Perth sind es etwa 6,5 Kilometer. Kleinere Ortschaften in der Nähe sind Bridgeton auf der gegenüberliegenden Seite des Almonds, Pitcairngreen im Norden sowie Huntingtower und Ruthvenfield im Südosten.
Am Südrand von Almondbank verläuft die A 85. Von ihr zweigt, in nördlicher Richtung, die nachrangige C 407 ab. Sie bildet die zentrale Straße des Ortes und führt weiter nach Methven im Westen, wo sie endet.

## Historische Entwicklung
Almondbank hatte früher eine gewisse Bedeutung als Standort von Textilunternehmen. Während des Zweiten Weltkrieges kam eine Wartungsstation für Marineflieger hinzu, wodurch sich der Ort deutlich vergrößerte. Heute zählt Almondbank zum suburbanen Raum von Perth. Zu seiner Ausstattung gehören ein Postamt, eine Grundschule, eine Kirche sowie ein paar Geschäfte.